# Distretto di Nakhon Thai
Il distretto di Nakhon Thai (in thailandese: นครไทย) è un distretto (amphoe) della Thailandia, situato nella provincia di Phitsanulok.